# Commission scolaire
Une commission scolaire — également appelée conseil scolaire, division scolaire ou district scolaire — est l'autorité chargée dans certains pays de gérer les écoles sur un territoire déterminé. Dans certaines juridictions, les commissions scolaires sont découpées sur des critères linguistiques ou religieux.
Ce système existe notamment au Canada et aux États-Unis où les commissions scolaires sont généralement administrées par des membres élus au suffrage universel direct.

## Canada
Au Canada, la constitution fait de l'éducation une responsabilité provinciale. Le mode d'organisation des commissions scolaires varie d'une province à l'autre.
Dans la plupart des provinces, les commissions scolaires gèrent les écoles publiques d'une des langues officielles (l'anglais et le français). Dans certaines provinces, comme l'Alberta et l'Ontario, il existe des « commissions scolaires séparées » pour les écoles catholiques.
L'appellation des commissions scolaires est variable. Ici le nom en français est suivi du nom en anglais, même si dans les provinces majoritairement anglophones ce dernier nom est plus commun :
- Alberta : Conseil scolaire — School division (en), parfois School district
- Colombie-Britannique : Conseil scolaire — School district (en)
- Île-du-Prince-Édouard : Commission scolaire — School board (en)
- Manitoba : Division scolaire — School division (en)
- Nouveau-Brunswick : District scolaire — School district (en)
- Nouvelle-Écosse :  Conseil scolaire — School board (en)
- Ontario : Conseil scolaire — School board (en)
- Québec : Commission scolaire et Centre de services scolaire
- Saskatchewan : Division scolaire — School division (en)
- Terre-Neuve-et-Labrador : Conseil scolaire — School district (en)

## États-Unis
Aux États-Unis, les écoles publiques sont regroupés en districts (school districts) gouvernés par des conseils élus. Un district est une forme de gouvernement local placé sous la responsabilité de l'État et avec des pouvoirs similaires à celui d'un comté ou d'une municipalité, y compris celui de lever des impôts ou d'expropriation (à l'exception de certains États, comme la Virginie, où les districts scolaires sont financés par d'autres niveaux de gouvernement). Le conseil élu (qui peut être appelé school board, board of trustees, board of education, school committee, etc.) nomme généralement un surintendant (superintendent) pour la gestion quotidienne des affaires et l'application des politiques qu'il vote. Le conseil peut également exercer certaines fonctions disciplinaires envers les employés des écoles et les élèves.
Dans la plupart des États du Sud ainsi qu'au Maryland, la gestion des écoles relèvent le plus souvent directement du gouvernement du comté. À Hawaï, Porto Rico et dans le District de Columbia, le « département de l'Éducation » gère directement le système scolaire.

## Royaume-Uni
Au Royaume-Uni, plus précisément en Angleterre et au pays de Galles, des school boards élus existaient de 1870 à 1902. Ils ont été remplacés par les autorités locales d'éducation (Local education authorities), terme qui désigne le gouvernement local chargé des écoles dans un secteur donné.

## Suisse
Les commissions scolaires (en allemand : Schulpflege) ou district/commune scolaire (en allemand : Schulgemeinde) existent dans les cantons alémaniques.